# Spitalkirche Heilig Geist (Wangen im Allgäu)

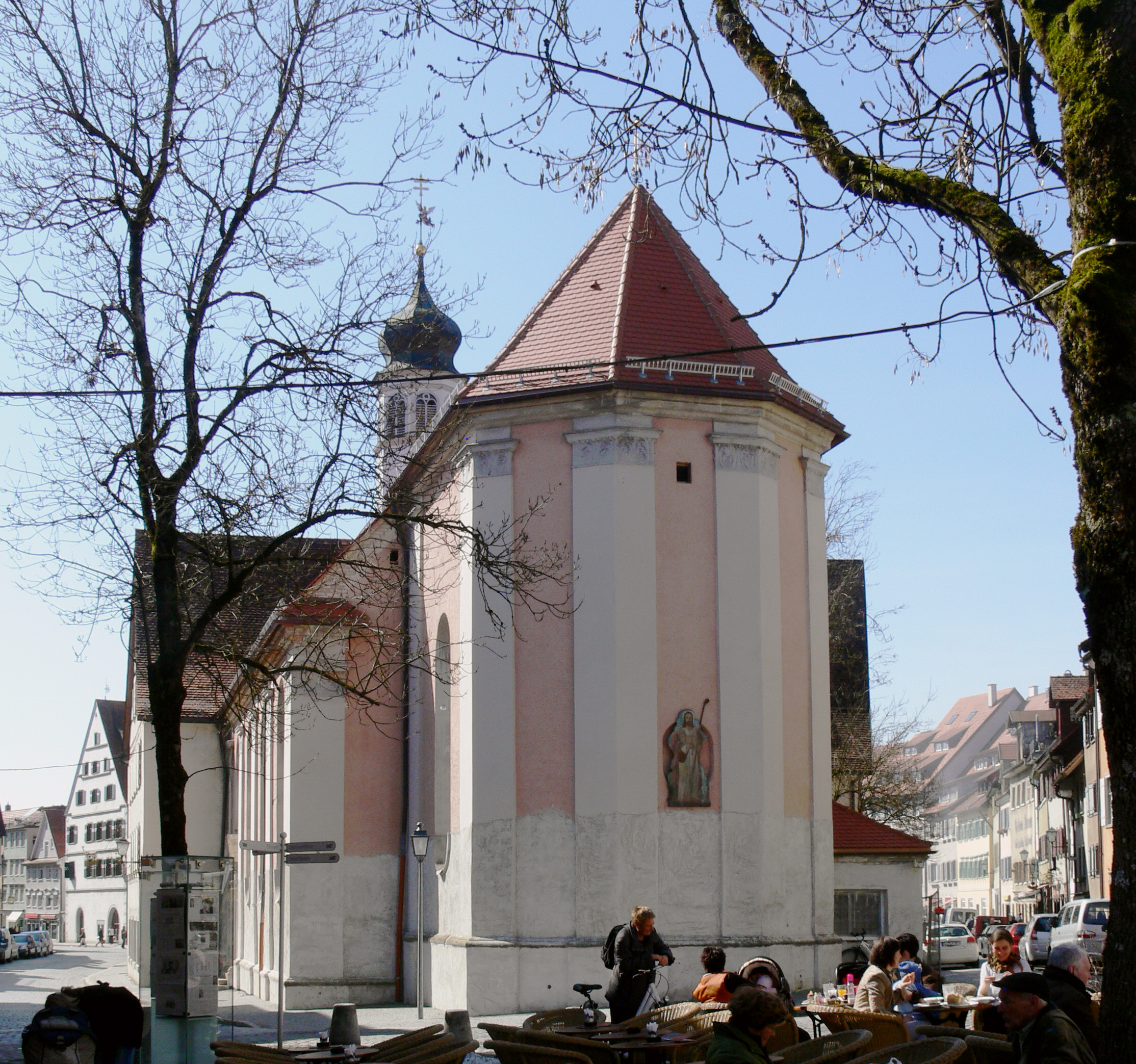
Spitalkirche Heilig Geist in Wangen

Die römisch-katholische Spitalkirche Heilig Geist steht in Wangen im Allgäu, eine Stadt im Landkreis Ravensburg in Baden-Württemberg. Die Kirche gehört zur Diözese Rottenburg-Stuttgart. Das Bauwerk ist beim Landesamt für Denkmalpflege Baden-Württemberg als Kulturdenkmal eingetragen.

## Beschreibung

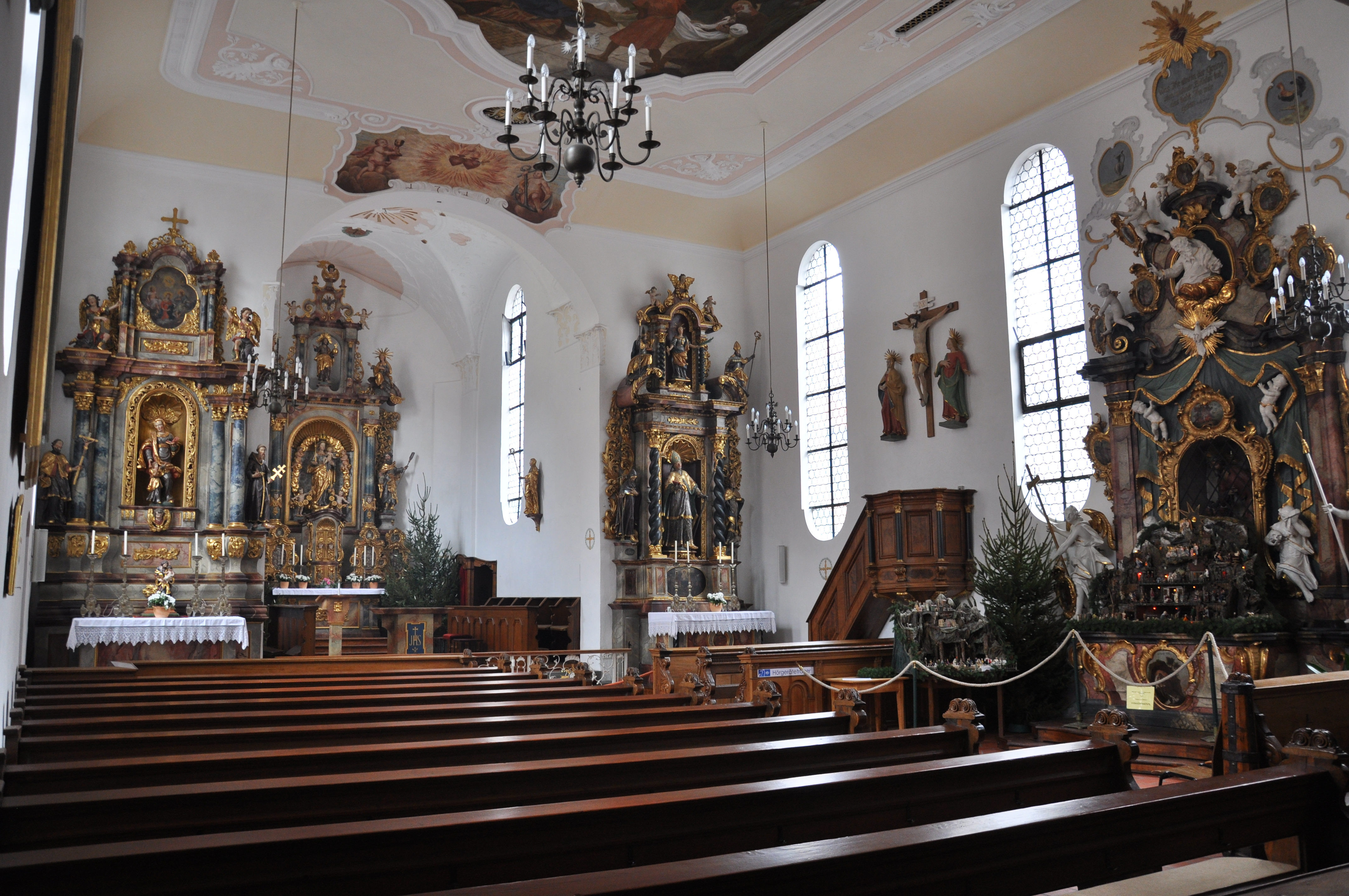
Blick zum Chor

Die Saalkirche wurde 1719–21 anstelle eines mittelalterlichen Vorgängerbaus im Norden an das Heilig-Geist-Spital angefügt. Sie besteht aus einem Langhaus und einem eingezogenen, dreiseitig geschlossenen Chor im Norden, deren Wände mit Pilastern gegliedert sind. Aus dem Satteldach des Langhauses erhebt sich ein achteckiger Dachreiter, der hinter den als Biforien gestalteten Klangarkaden den Glockenstuhl beherbergt, und der mit einer Zwiebelhaube bedeckt ist. 
Der Innenraum des Langhauses ist mit einer Flachdecke überspannt, der des Chors mit einem Stichkappengewölbe. Die Deckenmalerei hat 1899 Gebhard Fugel angefertigt. Das Altarretabel des Hochaltars wird Hans Zürn dem Jüngeren zugeschrieben.